# 社会主义阵线 (新加坡2010年)
社会主义阵线（英語：Socialist Front）是新加坡的一个政党，由数名前革新党成员于2010年成立。该党的目标是在赢得执政权后在新加坡建立一个社会主义国家，社会主义阵线与1961年至1988年存在的同名政党“社会主义阵线”并无任何关联。

## 历史
社会主义阵线於2010年由律师谢智立及反對派資深人物黄德祥創立。谢智立曾於2006年大选以工人黨候選人身份參選東海岸集選區，而黄德祥則是辭去革新黨職務後加入籌組。谢智立出任創黨秘書長，黄德祥則擔任創黨主席。在2010年10月29日的新聞發佈會上，該黨公布了黨徽——一顆象徵民主、平等、和平、進步與正義的紅色五角星，旨在通過國家團結實現上述目標。
社会主义阵线原計劃參加2011年5月7日舉行的首場全國大選。主席黄德祥當時表示，黨有意角逐多個單選區，但因選區邊界尚未公布而未具體透露名稱。
選區邊界確定後，黨內就是否參選出現分歧。黄德祥表示有意參選部分單選區，尤其是蒙巴登單選區（Mountbatten SMC）；但秘書長谢世力則宣布，為避免與其他反對黨形成三角戰，該黨將不參加大選。
黨財政主任Mansor辭職轉投革新黨，並參選宏茂橋集選區，最終落敗。大選結束後，社会主义阵线便陷入沉寂。

## 理念與目標
社会主义阵线在2010年10月29日的新聞發佈會上闡述了其政黨理念。根據秘書長谢智立的說法，該黨的主要目標包括：
- 促進新加坡人的基本權利與自由；
- 參與國會選舉，並為新加坡人建立一個社會主義政府；
- 鼓勵國人擁有主人翁精神並積極參與國家事務與政治；
- 依循社會主義模式，使新加坡成為屬於所有新加坡人的家園；
- 採取一切相關行動以支持與推進上述目標。

該黨的目標源自社會主義理念，即制定有利於普羅大眾的經濟與政治政策，秉持「各盡所能，各取所需」的原則，並確保所有公民享有平等機會，以充分發揮其最大潛能。

## 組織架構
社會主義陣線由中央執行委員會領導，委員會成員由黨的核心黨員選舉產生。當時的中央執行委員會成員如下：
- 黄德祥— 主席
- 谢智立— 秘書長
- Mansor Rahman— 財政
- Ng Pian Ying— 委員
- Ng Soin Liang— 委員
- Lim Mie— 委員